# La Fin de Saint-Pétersbourg
Pour plus de détails, voir Fiche technique et Distribution.
La Fin de Saint-Petersbourg (en russe : Конец Санкт-Петербурга, Konets Sankt-Peterburga) est un film russe réalisé par Vsevolod Poudovkine en 1927,.

## Synopsis
Un paysan arrive à Saint-Pétersbourg et accepte le premier travail qu'on lui propose à l'usine de Lebedev. Plus tard, les ouvriers se mettent en grève et dénoncent leurs conditions de travail tandis que des mouvements sociaux se préparent. Le paysan accomplit consciencieusement son travail et fait indirectement arrêter un ami de son village avec qui il a passé son enfance. C'est alors qu'il prend conscience de son erreur et frappe le patron de l'usine. La Grande Guerre éclate et il est envoyé sur le front. Il reste malgré les événements un homme compatissant et rentre en Russie prêt à accomplir la révolution.

## Fiche technique
- Titre : La Fin de Saint Petersbourg
- Titre original : Конец Санкт-Петербурга (Konets Sankt-Peterburga)
- Réalisation : Vsevolod Poudovkine
- Scénario : Nathan Zarkhi
- Studio de production : Mezhrabpom-Rus
- Pays d'origine :  Union soviétique
- Langue : muet
- Format : Noir et blanc
- Durée : 91 minutes
- Date de sortie : 1927

## Distribution
- Alexandre Tchistiakov (ru) : un travailleur
- Vera Baranovskaya : sa femme
- Ivan Tchouvelev (ru) : un paysan
- Vladimir Fogel : un officier allemand
- Aleksandr Gromov : un révolutionnaire
- Nikolaï Khmeliov : financier
- Sergueï Komarov : policier
- Serafima Birman : dame à l'éventail
- Vladimir Obolenski : Lebedev
- Vsevolod Pudovkin : un officier allemand
- Mikhaïl Terechkovitch : journaliste
- Viktor Tsoppi : un patriote
- Marc Tsyboulski : financier
- Vladimir Tchouvelev : briseur de grève
- Aleksei Davor : ?
- Anna Zemtsova : ?